# Harith ibn Amru
Harith ibn Amru fou governador d'Armènia i l'Azerbaidjan del 721 al 725. Va fer un cens de persones amb el qual va apujar els impostos. El 725 el govern fou retornat a Màslama ibn Abd-al-Màlik ibn Marwan.
Harith hauria estat nomenat sota recomanació de Walid ibn Yazid (després al-Walid II). Aquest serie el personatge que apareix a les fonts armènies com Wlith i que fou contemporani del patriarca Hovhannes III Imasterasser "Olznetsi" (717-728)